# 헤일리 래소
헤일리 에마 래소(영어: Hayley Emma Raso, 영어 발음: /ˈræsoʊ/, 1994년 9월 5일~)는 오스트레일리아의 축구 선수로, 포지션은 미드필더이다. 현재 스페인 리가 F의 레알 마드리드 페메니노와 오스트레일리아 여자 대표팀 소속으로 뛰고 있다.

## 어린 시절
골드코스트에서 태어나 자랐다.

## 구단 경력
2011년 캔버라 유나이티드에서 성인 선수 경력을 시작했으며 2011-12 W-리그에서 우승을 차지했다.
2013년 브리즈번 로어 FC로 이적해서 활동하였고, 2015년 미국 워싱턴 스피릿팀에 입단해 처음으로 해외 진출을 하였다.

## 국가대표팀 경력
2012년 6월에 처음으로 오스트레일리아 성인 대표팀에 소집되었다. 6월 24일 뉴질랜드와의 친선 경기를 통해 데뷔전을 치렀으며 1-1 무승부로 경기를 마쳤다.
2021년 8월에는 일본 도쿄에서 열린 2020년 하계 올림픽 축구 종목에 참가했으며 대표팀은 8강에 진출에 성공했다. 이후 8강에서 스웨덴에게 패했고 동메달 결정전에서 미국 대표팀에게 패했다.
2023년 7월에는 조국 오스트레일리아와 뉴질랜드가 공동으로 개최한 2023년 FIFA 여자 월드컵에 오스트레일리아 대표팀의 일원으로 참가했으며 조별 리그 첫 경기인 캐나다전에서 2골을 넣으며 4-0 승리에 기여했다. 또한 덴마크와의 16강전에서도 득점을 기록했다. 팀이 4강에 진출하는데 기여하였다.

## 수상

### 클럽
- A리그 위민 우승(2011–12)

### 국가대표팀
- 2014년 AFC 여자 아시안컵 준우승
- 2018년 AFC 여자 아시안컵 준우승

### 개인
- 로즈 시티 리버터스 MVP(2017)